# Анхель Габілондо
Анхель Габілондо Пухоль (ісп. Ángel Gabilondo Pujol; нар. 1 березня 1949, Сан-Себастьян) — іспанський політик і філософ. З квітня 2009 по грудень 2011 року обіймав посаду міністра освіти Іспанії в уряді Сапатеро.

## Біографія
Анхель Габілондо народився в багатодітній родині м'ясника. Один з його братів — журналіст Іньякі Габілондо. Вивчав філософію в Мадридському автономному університеті, потім викладав там же філософію. У 1983 році захистив докторську дисертацію про Гегеля. У 2002 році був обраний ректором Мадридського автономного університету та переобраний на наступний термін в 2006 році. 7 квітня 2009 року був призначений міністром освіти Іспанії, змінивши на цій посаді Мерседес Кабреру. Наприкінці 2011 року на посаді міністра освіти Іспанії в новому уряді Маріано Рахоя його змінив Хосе Ігнасіо Верт.

## Праці
- Enséñanos a amar. Catecismo del Sagrado Corazón (Ediciones Mensajero (Colección A.C.I.), Bilbao, 1969, ISBN 978-84-271-0419-8).
- Dilthey: Vida, expresión e historia, Editorial Cincel, Madrid, 1988.
- El discurso en acción (Foucault y una ontología del presente), Editorial Anthropos, Barcelona, 1990.
- Trazos del eros: del leer, hablar y escribir, Editorial Tecnos, Madrid, 1997.
- Menos que palabras, Alianza Editorial, Madrid, 1999.
- La vuelta del otro. Diferencia, identidad y alteridad, Trotta y UAM, Madrid, 2001.
- Mortal de necesidad, Abada, Madrid, 2003.
- Alguien con quien hablar, Editorial Aguilar, Madrid, 2007.